# إريك هيل
إريك هيل (بالسويدية: Erik Hell)‏ هو ممثل سويدي، ولد في 11 أغسطس 1911 في فنلندا، وتوفي في 11 مارس 1973 في بلدية سولنا في السويد.

## وصلات خارجية
- إريك هيل على موقع IMDb (الإنجليزية)
- إريك هيل على موقع ألو سيني (الفرنسية)
- إريك هيل على موقع أول موفي (الإنجليزية)
- إريك هيل على موقع قاعدة بيانات الأفلام السويدية (السويدية)
- إريك هيل على موقع قاعدة بيانات الفيلم (الإنجليزية)
- إريك هيل على موقع كينوبويسك (الروسية)